# 33696 Crouchley
33696 Crouchley è un asteroide della fascia principale. Scoperto nel 1999, presenta un'orbita caratterizzata da un semiasse maggiore pari a 2,4001395 UA e da un'eccentricità di 0,1584109, inclinata di 1,18068° rispetto all'eclittica.